# St. Anne, Illinois
St. Anne är en ort (village) i Kankakee County i Illinois. Vid 2010 års folkräkning hade St. Anne 1 257 invånare.